# ヴジョクール
ヴジョクール （Voujeaucourt）は、フランス、ブルゴーニュ＝フランシュ＝コンテ地域圏、ドゥー県のコミューン。地元方言では地名をVouedjacouëという。

## 地理
バヴァンの手前にある。モンベリアルから9km、ベルフォールから30km、ブザンソンから70km離れている。

## 由来
- Voujeaucourt : V(y)iascortまたはVijascort（1173年） ;  Wiiascurt（1181年） ; Wyascort（1189年） ; Vigiacort（1196年） ; Voiacourt（1276年） ; Woijacort（1279年） ; Voujacour (1359年), Vogeaucourt, Vougeacourt, Vougacourt（1404年） ; Voujaucourt（1423年） ; Vouljacourt（1494年と1614年） ; Voulgeaucourt（1616年） ; Voujaucour（1671年） ; Voujaucourt（1765年）[3]。

- Nostranges : Ostranges (1181年)、Otrange (1412年)。

## 歴史
ヴジョクールは、歴史的にモンベリアル伯領の一部であった。モンベリアル伯領は1793年にフランスに併合されている。
ドゥー川に架かる税関橋はコミューンの中心部にあり、1467年に建設されたものである。橋は全ての戦争でひどく傷めつけられ、6度にわたって部分的に破壊されている。1589年4月、モンベリアル伯フレデリックによって再建された。彼は橋の基礎部分に3つの言語（フランス語、ドイツ語、ラテン語）で刻印された、1587年のユグノー戦争の災禍を想起させる銘板を掲げた。
17世紀には、この橋はフランシュ＝コンテ公領とモンベリアル伯領の間のドゥー川を渡る唯一の道だった。橋のアーチは良い状態で保存されている。現在の幅は、最初に建てられた際の幅とほぼ同じである。歩道に石が敷かれたのはもちろんだが、1mのコンクリートも付け足された。伝説によると、1497年頃のクリスマスイヴの夜、橋の隣で腹を裂かれたシカが見つかった。それ以来、ヴジョクール住民はシカとトリップを幸運の印とみなしている。
コミューンには2つの教会がある。ルター派の改革派教会は1833年に発足し、モンベリアル地方では独特の楕円形をしている。カトリックのサン・ミシェル教会は1867年に奉献された。クワイヤにある等身大のキリスト磔刑像は圧倒的である。この木製の彫刻は、1725年の火事で破壊されたノートル・ダム・ド・ベルシャン修道院からもたらされた。

## 人口統計
| 1962年 | 1968年 | 1975年 | 1982年 | 1990年 | 1999年 | 2007年 | 2014年 |
| ------ | ------ | ------ | ------ | ------ | ------ | ------ | ------ |
| 2765   | 2907   | 2959   | 2775   | 3176   | 3195   | 3396   | 3393   |

参照元:1962年から1999年までは複数コミューンに住所登録をする者の重複分を除いたもの。それ以降は当該コミューンの人口統計によるもの。1999年までEHESS/Cassini、2006年以降INSEE。

## ギャラリー

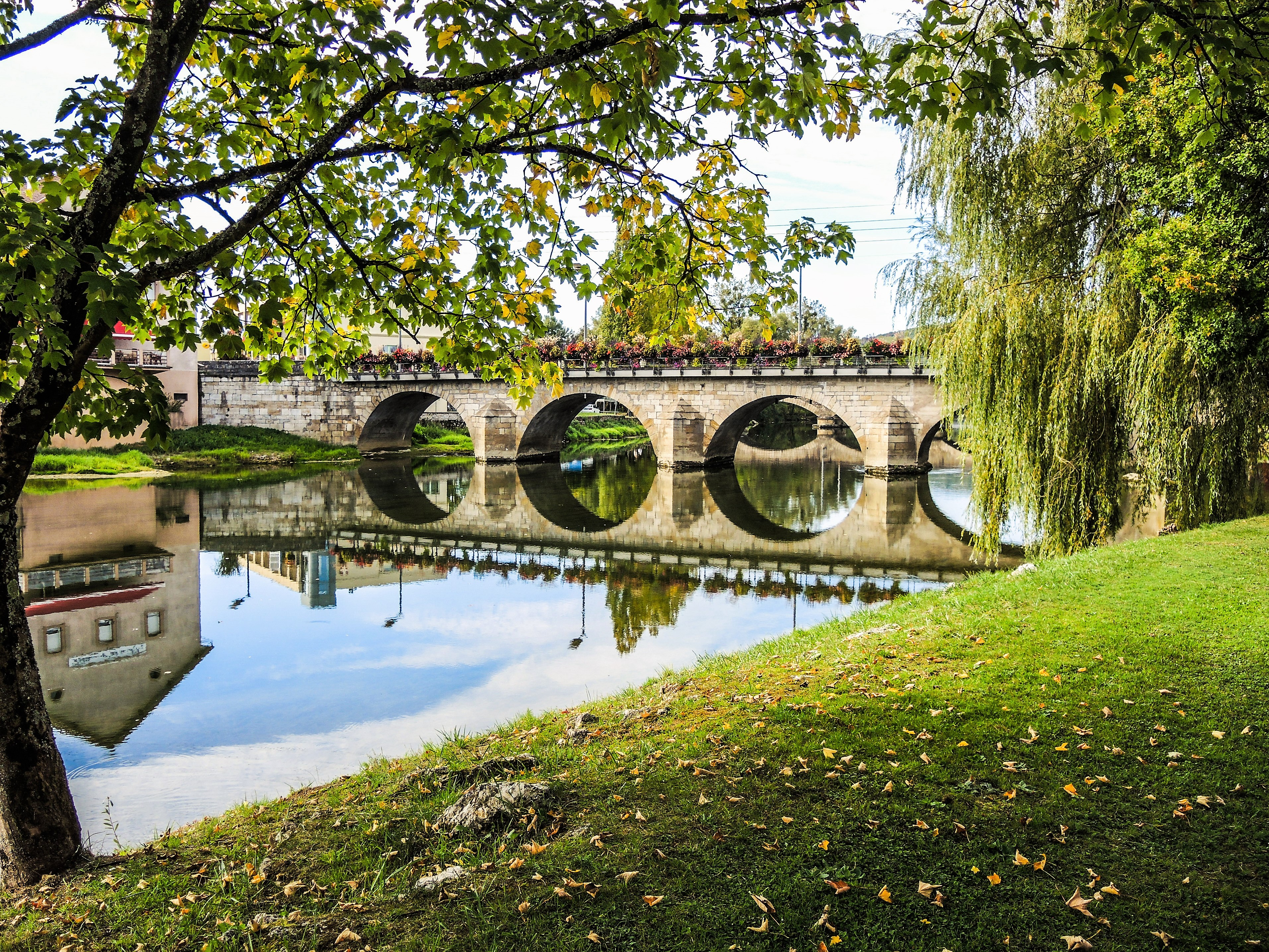
橋
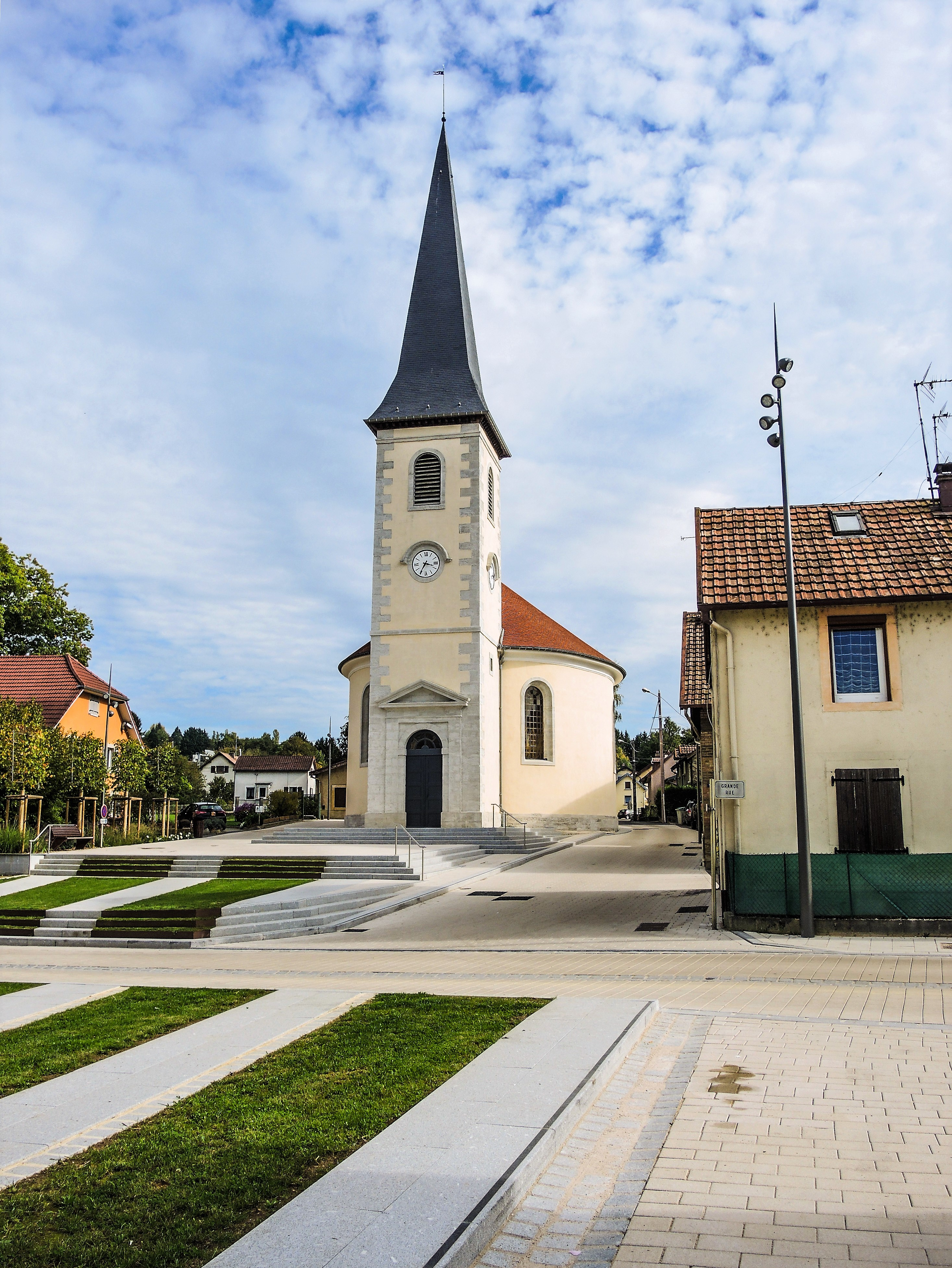
ルター派教会
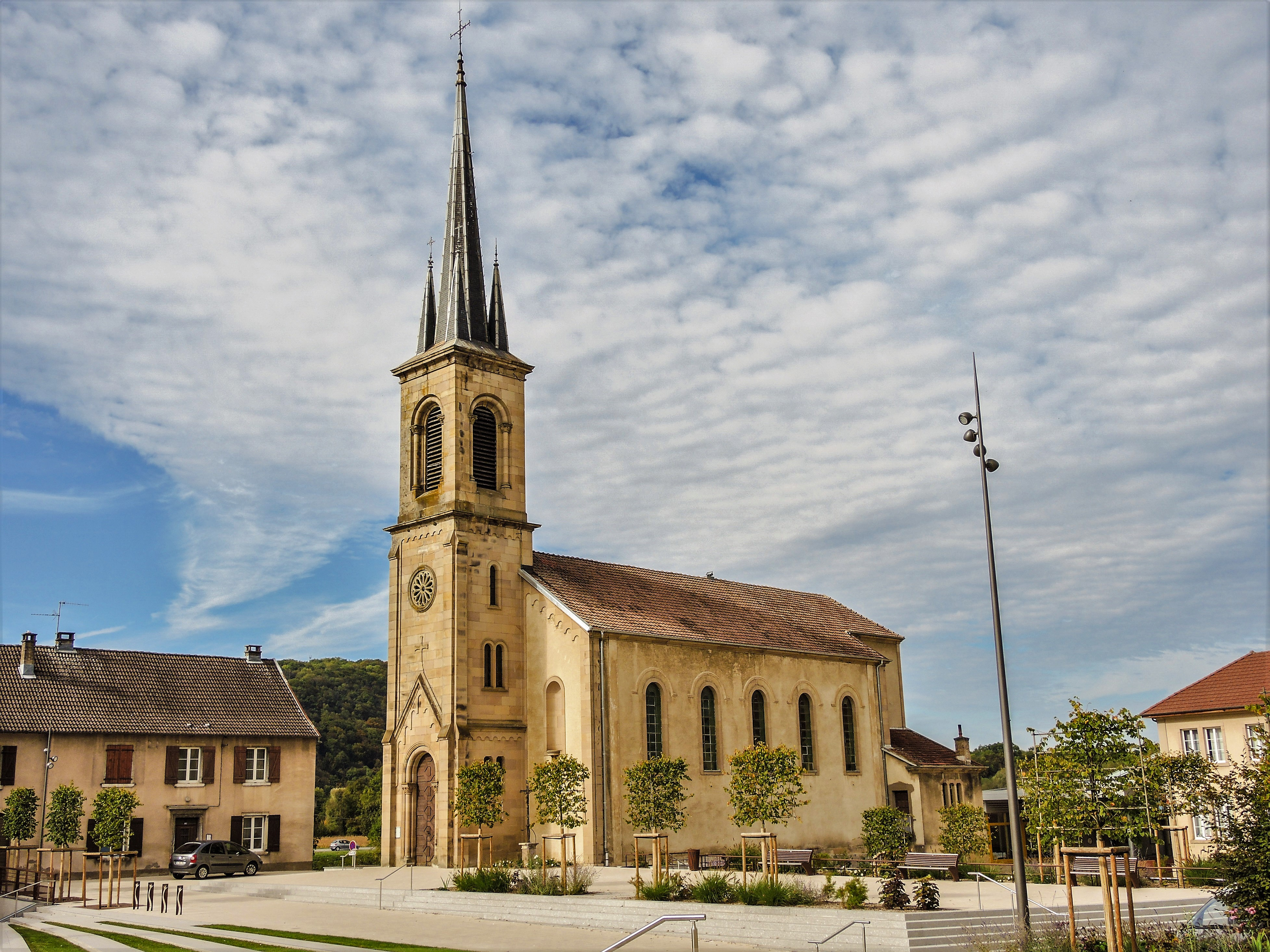
サン・ミシェル教会
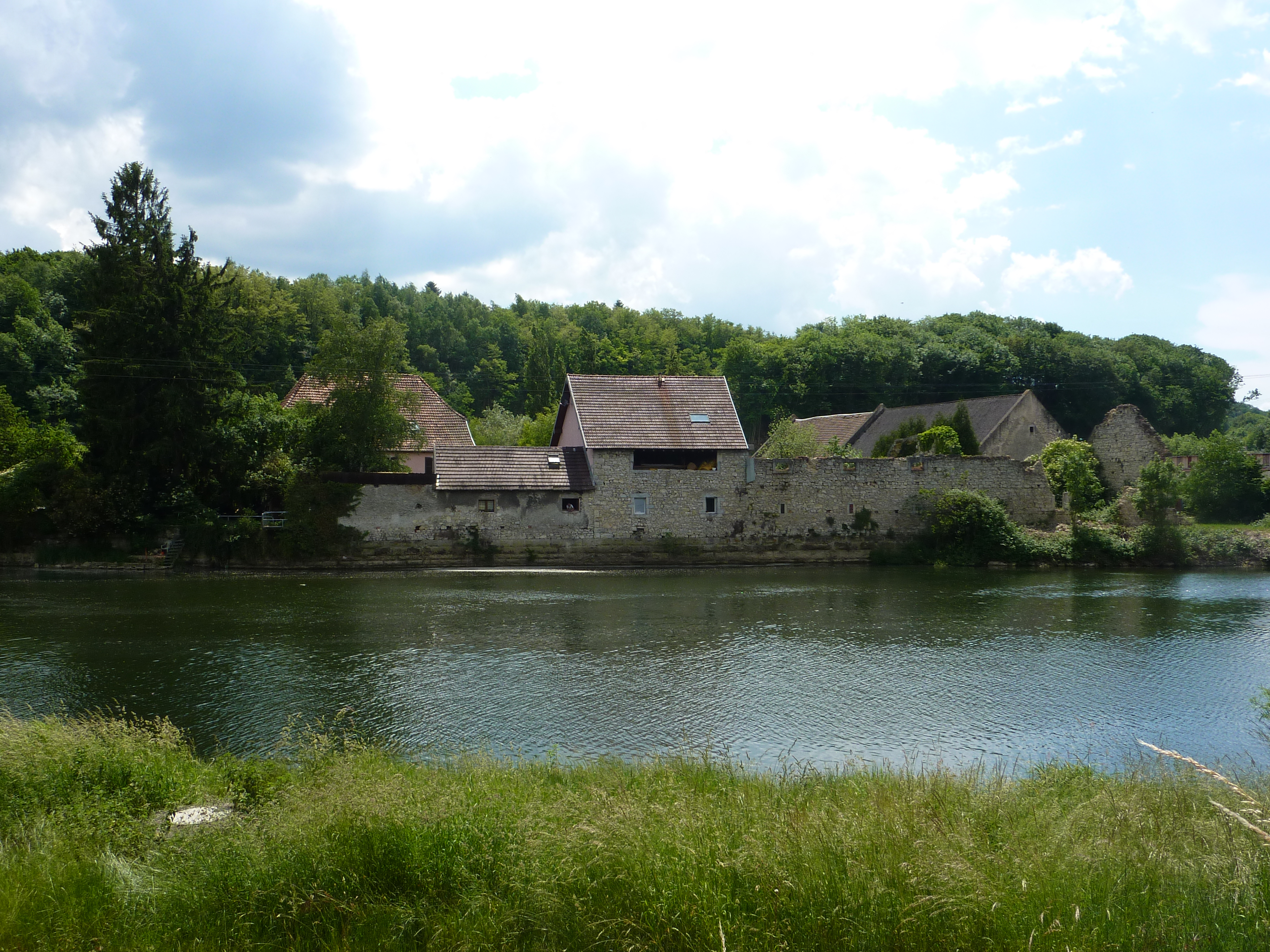
ノートル・ダム・ド・ベルシャン修道院

## 姉妹都市
- ブドリー、スイス
- モリー、マリ共和国